# Compterosmittia aberrans
Compterosmittia aberrans är en tvåvingeart som beskrevs av Mendes, Andersen och Ole Anton Saether 2004. Compterosmittia aberrans ingår i släktet Compterosmittia och familjen fjädermyggor.
Artens utbredningsområde är Costa Rica. Inga underarter finns listade i Catalogue of Life.